# Colocleora ramosa
Colocleora ramosa är en fjärilsart som beskrevs av Claude Herbulot 1973. Colocleora ramosa ingår i släktet Colocleora och familjen mätare. Inga underarter finns listade i Catalogue of Life.